# Carles Albet Olivella
Carles Albet Olivella (Vilanova i la Geltrú, 14 de maig de 1929 - 25 de desembre de 1970) fou un artista català.
Deixeble de Salvador Masana des de la infantesa, l'any 1946 inicià els seus estudis a l'Escola de Belles Arts de Sant Jordi de Barcelona.
Exposà per primer cop a Vilanova i la Geltrú l'any 1944 al Foment del Treball, i a l'any següen presentà els seus treballs a Radio Vilanova, seguida d'altres a les Galerias Rambles. Es donà a conèixer a Barcelona als 22 anys a les Galeries Syra i a l'any següent a la Galeria Argos, també al Passeig de Gràcia de Barcelona.
Albet viatjà per diversos països: França, Anglaterra, Estats Units i Suïssa; en aquest últim, residí per uns anys.
Des de l'any 1969, des de la seva fundació, va ser professor de dibuix de l'Institut Nacional d'Ensenyament Mitjà Manuel de Cabanyes, de Vilanova i la Geltrú.
La seva pintura rebé la influència de l'escola colorista i lluminista de Joaquim Mir i Salvador Masana i Mercadé. La seva producció foren principalment paisatges a l'oli, tot i que també treballà com a cartellista.

## Exposicions
- 1944, 1945, 1952, 1959, 1961 - Vilanova i la Geltrú.
- 1951 - Galeries Syra a Barcelona
- 1953 - Galeries Argos a Barcelona.
- 1966 - De Mena Art Gallery, a Nova York.
- 1971 - Exposició pòstuma d'homenatge a Vilanova i la Geltrú.
- 1975 - Pic Galeria, a Vilanova i la Geltrú.
- 2023 - Exposició retrospectiva al Centre d'Art Contemporani La Sala, a Vilanova i la Geltrú.